# Kreis Braunsberg
Der Kreis Braunsberg war ein Landkreis im früheren Ostpreußen, der zwischen 1818 und 1945 bestand. Bereits von 1773 bis 1818 bestand im Ermland ein Kreis Braunsberg, der allerdings ein deutlich größeres Gebiet umfasste.

## Geographie
Der Kreis Braunsberg umfasste das nördliche Ermland und grenzte im Nordwesten an das Frische Haff. Der Fluss Passarge, der innerhalb des Kreisgebietes in das Frische Haff mündet, bildete die südwestliche Kreisgrenze zum Kreis Preußisch Holland.

## Geschichte

Die beiden ermländischen Kreise Braunsberg und Heilsberg von 1773 bis 1818

Das Gebiet des Kreises Braunsberg gehörte historisch zum Fürstbistum Ermland, das 1772 im Rahmen der ersten polnischen Teilung an den preußischen Staat fiel. Im Königreich Preußen wurde 1773 das Gebiet des Ermlands zunächst in die beiden landrätlichen Kreise Braunsberg und Heilsberg eingeteilt, die beide der Kriegs- und Domänenkammer Königsberg zugeordnet wurden. Der damalige Kreis Braunsberg hatte eine Fläche von ca. 1540 km² und umfasste die alten ermländischen Ämter Braunsberg, Frauenburg, Guttstadt, Mehlsack sowie Wormditt.
Im Rahmen der preußischen Verwaltungsreformen ergab sich die Notwendigkeit einer umfassenden Kreisreform in ganz Ostpreußen, da die 1752 bzw. 1773 eingerichteten Kreise sich als unzweckmäßig und zu groß erwiesen hatten. Im Ermland wurde aus dem nordwestlichen Teil des alten Kreises Braunsberg mit Wirkung vom 1. Februar 1818 ein neuer Kreis Braunsberg gebildet. Er umfasste zunächst die katholischen Kirchspiele Bludau, Braunsberg, Frauenburg, Frauendorf, Groß Rautenberg, Heinrikau, Langwalde, Layß, Lichtenau, Mehlsack, Migehnen, Peterswalde bei Mehlsack, Plaßwich, Plauten, Schalmey, Tolksdorf und Wusen.
Das Landratsamt war in Braunsberg ansässig. Am 1. April 1819 wurden die Kreisgrenzen noch einmal verändert. Das Kirchspiel Frauendorf aus dem Kreis Braunsberg kam zum Kreis Heilsberg und das Kirchspiel Wormditt wechselte aus dem Kreis Heilsberg in den Kreis Braunsberg.
Der Kreis Braunsberg wurde dem Regierungsbezirk Königsberg zugeordnet, der 1808 aus der alten Kriegs- und Domänenkammer Königsberg hervorgegangen war.

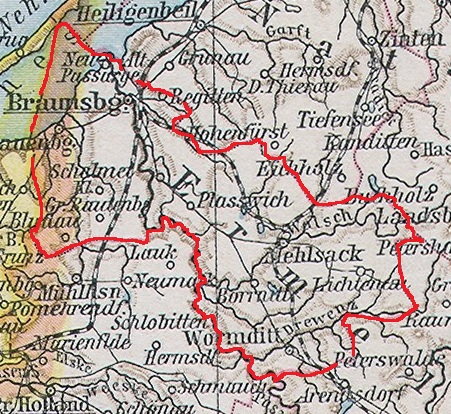
Der Kreis Braunsberg in den Grenzen von 1819 bis 1945

Seit dem 3. Dezember 1829 gehörte der Kreis – nach dem Zusammenschluss der bisherigen Provinzen Preußen und Westpreußen – zur Provinz Preußen mit dem Sitz in Königsberg i. Pr. Seit dem 1. Juli 1867 gehörte der Kreis zum Norddeutschen Bund und ab dem 1. Januar 1871 zum Deutschen Reich. Nach der Teilung der Provinz Preußen in die Provinzen Ostpreußen und Westpreußen wurde der Kreis Braunsberg am 1. April 1878 Bestandteil Ostpreußens.
Zum 30. September 1928 fand im Kreis Braunsberg wie im übrigen Preußen eine Gebietsreform statt, bei der alle Gutsbezirke bis auf den unbewohnten Gutsbezirk Frisches Haff aufgelöst und benachbarten Landgemeinden zugeteilt wurden.
Im März 1945 eroberte die Rote Armee das Kreisgebiet und unterstellte es bis Mai 1945 der Verwaltung der Volksrepublik Polen, die die Kreisgrenzen zunächst beibehielt. Für den Kreis wurde die polnische Bezeichnung Braniewo eingeführt. Die Einwohner des Kreisgebiets waren zu etwa 80 % geflohen oder in die Sowjetunion als Arbeitskräfte abtransportiert worden. Der Rest wurde nach Kriegsende einer „Verifizierung“ unterzogen, mit dem Ergebnis, ab Februar 1946 bis 1948 nahezu vollständig vertrieben zu werden.
Der heutige Powiat Braniewski (Braunsberger Kreis) mit der Kreisstadt Braniewo ist nicht vollständig identisch mit dem ehemaligen Kreis Braunsberg, da Wormditt (Orneta) und seine Umgebung in den Powiat Lidzbarski (Heilsberger Kreis) ausgegliedert wurden, während  der südliche Teil des ehemaligen Kreises Heiligenbeil eingegliedert wurde.

## Einwohnerentwicklung
| Jahr | Einwohner | Quelle |
| ---- | --------- | ------ |
| 1800 | 49.077    | [ 7 ]  |
|      |           |        |
| 1818 | 24.173    | [ 8 ]  |
| 1846 | 43.674    | [ 9 ]  |
| 1871 | 52.456    | [ 10 ] |
| 1890 | 52.209    | [ 11 ] |
| 1900 | 53.978    | [ 11 ] |
| 1910 | 54.613    | [ 11 ] |
| 1925 | 54.493    | [ 11 ] |
| 1933 | 56.493    | [ 11 ] |
| 1939 | 60.051    | [ 11 ] |

## Politik

### Landräte
- 1772–179700Wilhelm Sigismund von Tettau[12]
- 1797–000000Johann von Lingk (mind. bis 1812)[12]
- 1817–184000Ferdinand von Schau (1768–1840)
- 1840–185400Dietrich Christoph von Groß gen. von Schwarzhoff (1810–1896)
- 1855–184400Achatius von Auerswald (1818–1883)
- 1865–186900Theodor Dillenburger (1838–1881)
- 1869–187800Wilhelm Eduard August Kleemann
- 1878–189200Albrecht Oberg
- 1892–190000Friedrich Karl Gramsch (1860–1923)
- 1900–190500Carl zu Dohna-Schlobitten (1857–1942)
- 1905–190500Walter Jung[13]
- 1910–192000Heinrich von Bieler
- 1920–193300Karl Stankewitz (1875–1967)[14]
- 1933–194100Bernhard Nienaber (* 1885)
- 1942–194300Wolfgang Born (* 1903)
- 1943–000000Haeszner (vertretungsweise)
- 19440000000Kolhoff

### Wahlen
Im Deutschen Kaiserreich bildete der Kreis Braunsberg zusammen mit dem Kreis Heilsberg den Reichstagswahlkreis Königsberg 6. Dieser stark katholisch geprägte Wahlkreis wurde bei allen Reichstagswahlen zwischen 1871 und 1912 von Kandidaten der Deutschen Zentrumspartei bzw. katholisch-klerikalen Kandidaten gewonnen. In der Weimarer Republik gewann die Zentrumspartei bei den Wahlen bis 1933 die absolute Mehrheit der Stimmen.

### Kommunalverfassung
Der Kreis Braunsberg gliederte sich in Städte, in Landgemeinden und – bis zu deren fast vollständigem Wegfall im Jahre 1928 – in Gutsbezirke. Mit Einführung des preußischen Gemeindeverfassungsgesetzes vom 15. Dezember 1933 gab es ab dem 1. Januar 1934 eine einheitliche Kommunalverfassung für alle Gemeinden. Mit Einführung der Deutschen Gemeindeordnung vom 30. Januar 1935 trat zum 1. April 1935 die im Deutschen Reich gültige Kommunalverfassung in Kraft, wonach die bisherigen Landgemeinden nun als Gemeinden bezeichnet wurden. Diese waren in Amtsbezirken zusammengefasst. Eine neue Kreisverfassung wurde nicht mehr geschaffen; es galt weiterhin die Kreisordnung für die Provinzen Ost- und Westpreußen, Brandenburg, Pommern, Schlesien und Sachsen vom 19. März 1881.

## Städte und Gemeinden

### Verwaltungsgliederung 1945
Der Kreis Braunsberg setzte sich am 1. Januar 1945 aus 96 Gemeinden, darunter die Städte Braunsberg (Ostpr.), Frauenburg, Mehlsack und Wormditt sowie dem unbewohnten Gutsbezirk Frisches Haff zusammen:
| Amtsbezirke und Gemeinden     | Bevölkerung (1939) |
| Stadt Braunsberg (Ostpr.)     |                    |
| 1. Braunsberg (Ostpr.), Stadt | 21.142             |
| Stadt Frauenburg              |                    |
| 1. Frauenburg, Stadt          | 2981               |
| Stadt Mehlsack                |                    |
| 1. Mehlsack, Stadt            | 4394               |
| Stadt Wormditt                |                    |
| 1. Wormditt, Stadt            | 7817               |
| Amtsbezirk Basien             |                    |
| 1. Basien                     | 973                |
| 2. Stegmannsdorf              | 209                |
| 3. Wusen                      | 831                |
| Amtsbezirk Betkendorf         |                    |
| 1. Betkendorf                 | 217                |
| 2. Drewsdorf                  | 93                 |
| 3. Kreutzdorf                 | 168                |
| 4. Schafsberg                 | 102                |
| Amtsbezirk Frisches Haff      |                    |
| 1. Gutsbezirk Frisches Haff   | 0                  |
| Amtsbezirk Heinrikau          |                    |
| 1. Heinrikau                  | 798                |
| 2. Kleefeld                   | 250                |
| 3. Komainen                   | 161                |
| 4. Neuhof                     | 282                |
| Amtsbezirk Karben             |                    |
| 1. Karben                     | 122                |
| 2. Open                       | 695                |
| 3. Thalbach                   | 390                |
| Amtsbezirk Klenau             |                    |
| 1. Huntenberg                 | 107                |
| 2. Klenau                     | 177                |
| 3. Neu Passarge               | 429                |
| 4. Stangendorf                | 162                |
| 5. Willenberg                 | 148                |
| Amtsbezirk Langwalde          |                    |
| 1. Gedauten                   | 173                |
| 2. Klingenberg                | 294                |
| 3. Langwalde                  | 588                |
| 4. Packhausen                 | 318                |
| 5. Podlechen                  | 172                |
| 6. Rawusen                    | 132                |
| 7. Wölken                     | 71                 |
| Amtsbezirk Layß               |                    |
| 1. Layß                       | 500                |
| 2. Rosengarth                 | 324                |
| 3. Sonnwalde                  | 545                |
| Amtsbezirk Lichtenau          |                    |
| 1. Eschenau                   | 193                |
| 2. Lichtenau                  | 588                |
| 3. Liebenthal                 | 180                |
| 4. Lotterbach                 | 209                |
| Amtsbezirk Migehnen           |                    |
| 1. Bürgerwalde                | 315                |
| 2. Kaschaunen                 | 323                |
| 3. Migehnen                   | 891                |
| 4. Millenberg                 | 292                |
| Amtsbezirk Peterswalde        |                    |
| 1. Engelswalde                | 205                |
| 2. Gauden                     | 75                 |
| 3. Kirschienen                | 182                |
| 4. Lilienthal                 | 275                |
| 5. Peterswalde                | 399                |
| 6. Rosenwalde                 | 116                |
| Amtsbezirk Plaßwich           |                    |
| 1. Gedilgen                   | 128                |
| 2. Liebenau                   | 150                |
| 3. Pilgramsdorf               | 124                |
| 4. Plaßwich                   | 670                |
| 5. Straubendorf               | 117                |
| Amtsbezirk Plauten            |                    |
| 1. Glanden                    | 88                 |
| 2. Lotterfeld                 | 222                |
| 3. Paulen                     | 227                |
| 4. Plauten                    | 310                |
| 5. Schönsee                   | 190                |
| 6. Seefeld                    | 198                |
| 7. Steinbotten                | 100                |
| 8. Woppen                     | 197                |
| Amtsbezirk Rautenberg         |                    |
| 1. Alt Münsterberg            | 150                |
| 2. Bludau                     | 381                |
| 3. Groß Rautenberg            | 490                |
| 4. Heinrichsdorf              | 199                |
| 5. Karschau                   | 210                |
| 6. Klein Rautenberg           | 117                |
| 7. Kurau                      | 392                |
| 8. Vierzighuben               | 259                |
| Amtsbezirk Schalmey           |                    |
| 1. Grunenberg                 | 97                 |
| 2. Mertensdorf                | 212                |
| 3. Schalmey                   | 362                |
| 4. Schöndamerau               | 598                |
| 5. Schwillgarben              | 143                |
| Amtsbezirk Schillgehnen       |                    |
| 1. Regitten                   | 435                |
| 2. Schillgehnen               | 330                |
| 3. Zagern                     | 156                |
| Amtsbezirk Tiedmannsdorf      |                    |
| 1. Fehlau                     | 71                 |
| 2. Parlack                    | 149                |
| 3. Pettelkau                  | 488                |
| 4. Tiedmannsdorf              | 795                |
| Amtsbezirk Tolksdorf          |                    |
| 1. Blumberg                   | 121                |
| 2. Gayl                       | 164                |
| 3. Hogendorf                  | 274                |
| 4. Schönau                    | 117                |
| 5. Tolksdorf                  | 474                |
| Amtsbezirk Tüngen             |                    |
| 1. Krickhausen                | 285                |
| 2. Tüngen                     | 423                |
| 3. Wagten                     | 341                |
| Amtsbezirk Woynitt            |                    |
| 1. Agstein                    | 92                 |
| 2. Bornitt                    | 272                |
| 3. Borwalde                   | 71                 |
| 4. Heistern                   | 235                |
| 5. Lichtwalde                 | 149                |
| 6. Sonnenfeld                 | 140                |
| 7. Sugnienen                  | 256                |
| 8. Woynitt                    | 141                |

### Vor 1945 aufgelöste Gemeinden
Am 17. Oktober 1928 wurden mehrere bevölkerungsarme Gemeinden in größere Nachbargemeinden eingegliedert:
| - Bendauken, zu Thalbach - Blieshöfen, zu Schöndamerau - Bormanshof, zu Plaßwich - Freihagen, zu Heistern - Groß Maulen, zu Schalmey - Groß Tromp, zu Pettelkau - Klein Damerau, zu Basien - Klein Klaussitten, zu Peterswalde - Klein Körpen, zu Gedauten - Klein Maulen, zu Schöndamerau - Klein Tromp, zu Pettelkau - Klopchen, zu Schwillgarben - Knobloch, zu Schalmey | - Lindmannsdorf, zu Sonnwalde - Luben, zu Wölken - Lunau, zu Schalmey - Nallaben, zu Peterswalde - Narz, zu Frauenburg - Palten, zu Kirschienen - Perwilten, zu Layß - Peythunen, zu Layß - Rahnenfeld, zu Frauenburg - Scharfenstein, zu Gedauten - Steinkerwalde, zu Lichtenau - Stigehnen, zu Klingenberg |

Bereits 1894 war die Gemeinde Schloßdamm-Braunsberg in die Stadt Braunsberg eingegliedert worden.

## Persönlichkeiten
- Hartmut Bagger, General und Generalinspekteur der Bundeswehr
- Rainer Barzel (1924–2006), Politiker (CDU)
- Ernst Josef Fittkau (1927–2012), Zoologe und Entomologe
- Stanislaus Hosius Fürstbischof von Ermland
- Bernhard Poschmann (1878–1955), katholischer Priester und Hochschullehrer
- Regina Protmann, katholische Heilige
- Jochen Schmauch (1924–1984), deutscher Pädagoge, Entwicklungshelfer und Sachbuchautor
- Karl Weierstraß (war in Braunsberg als Lehrer tätig)
- Anton Fehlau (* 1923 in Pilgramsdorf, † 2019 in Kaufbeuren), Kriegsteilnehmer und Autor[19]